# 도르로민
(도르-로민)(Dor-lómin)은 벨레리안드의 지역으로 놀도르 대왕 핑골핀을 따르는 인간의 영토였다. 히슬룸의 남서쪽, 미스림 산맥 동쪽으로 접하였다. 놀도르의 지배를 받는 영지로 핑골핀의 아들이자 후계자였던 핑곤이 오랜 세월을 다스렸고
에다인 세 가문 중 하나인 하도르 가문이 놀도르의 땅에 정착하여 주로 이 지역에서 살았다. 그들은 놀도르로부터 도르-로민 땅과 도르-로민의 용투구를 함께 받았다. 니르나에스 아르노에디아드로 인해 세력이 대거 몰락하면서 모르고스와 협력한 동부인이 대가로 이곳을 점령하고 지배했다.
태양의 1시대 이후 수몰되어 이 땅의 구체적인 서술이 더 이상 등장하지 않는다.